# Musée de l'aviation royale de l'Ouest canadien
Le Musée de l'aviation royale de l'Ouest canadien (en anglais : Royal Aviation Museum of Western Canada) (anciennement le Western Canada Aviation Museum) est un musée canadien de Winnipeg, au Manitoba. C'est le deuxième plus grand musée consacré à l'aviation au Canada. La collection est hébergée dans un ancien hangar de Trans-Canada Air Lines (Air Canada) datant des années 1930. à partir de 2022, ce dernier loge dans un nouveau bâtiment situé au 2088, avenue Wellington.

## Bâtiment
L'ancien ahangar a fermé en 2018. La construction du nouveau bâtiment a débuté en mai 2020. Ce dernier est conçu par les firmes d'architecture Reich+Petch et A49. Quant à la construction, elle est faite par PCL. Ce dernier a été complété pour son ouverture le 21 mai 2022. Le nouveau bâtiment est situé au 2088, avenue Wellington, près de l’aérogare de l'aéroport international James Armstrong Richardson de Winnipeg. Il est situé sur un terrain de 1,5 ha et le bâtiment lui-même a une superficie de 85 000 pieds carrés (7 900 m2).
Le nouveau bâtiment est composée de 14 galeries comprenant 22 avions. Ce dernier fait une place particulière à l'apport des peuples autochtones à l'aviation au Nord du Manitoba. Le nouveau musée n'a aucun contenu en français.

## Collections

### Aéronefs exposés
- Premier helicopter canadien, construit par les frères Froebe à Homewood, Manitoba.
- Avro CF-100 Canuck - intercepteur
- Avrocar - Réplique du "flying saucer" fabriqué par Avro Canada.
- Beechcraft Expeditor - Avion d'entrainement et de transport léger de la RCAF
- Bellanca Aircruiser Eldorado Radium Silver Express - Avion de brousse (en restauration).
- Bristol Freighter - Avion cargo bimoteur
- Canadair CL-84 - avion expérimental ADAV.
- Canadair Sabre - Chasseur à réaction
- Canadian Vickers Vedette - réplique fabriqué à partir de trois épaves.
- de Havilland Canada DHC-2 Beaver - Avion de brousse canadien
- de Havilland DH.82 Tiger Moth - Avion d'entrainement biplan
- Fairchild 71 - Avion de brousse.
- Fairchild Husky - Avion de brousse.
- Fairchild Super 71 - Avion de brousse.
- Fokker Universal - Avion de brousse (épave)
- Fokker Super Universal - Avion de brousse (seul survivant en état de vol)
- Junkers Ju 52/1M - utilisé par Canadian Airways Ltd.
- Lockheed Model 10 Electra - Avion de ligne bimoteur des années 1930
- McDonnell CF-101 Voodoo - intercepteur avec un simulateur.
- North American NA-64 Yale - Avion d'entrainement.
- Stinson Reliant - Avion de brousse
- Vickers Viscount - Avion de ligne.
- Waco YKC-S - Petit avion de brousse (en restauration)